# Michael Sart
Michael Sart (Parigi, ...) è un attore francese.
Vive a Los Angeles. Parla correntemente francese, italiano ed inglese.

## Filmografia

### Film
- Quality Control (2004)
- Le briquet (2005)
- Mon Frere (2005)
- Les employés de la mort (2008)
- Chambre 417 (2009)
- Le Coffre (2010)
- Il Capitale Umano (2013)
- Midnight (2016)
- One Under the Sun (2017)

### Televisione

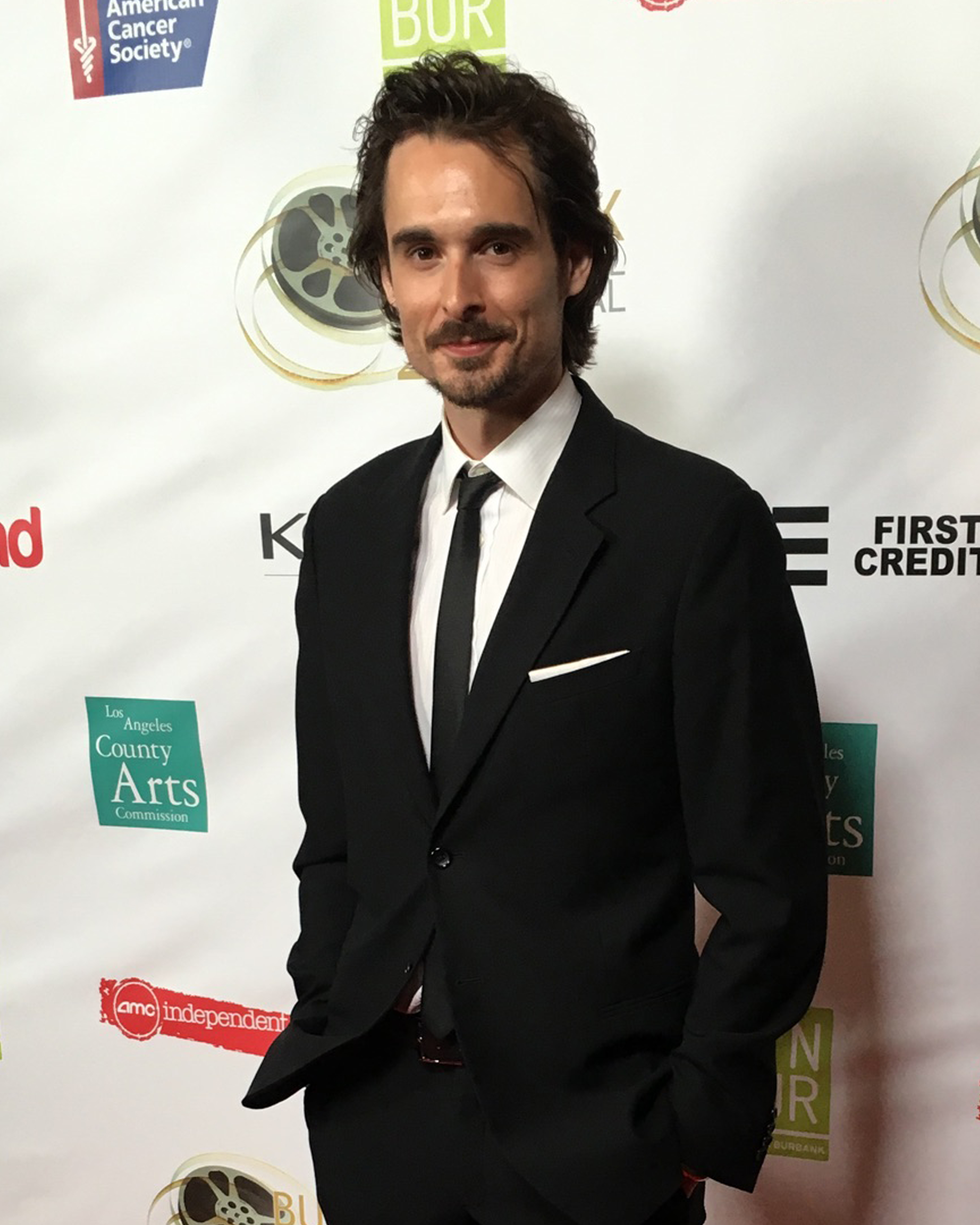
Michael Sart attending Burbank Film Festival - 2016

- Vivement dimanche (2004)
- Les clés de la séduction (2005)
- Michael Sart attending Burbank Film Festival - 2016 Kaamelott (2006)
- The Family Closet (2012)
- Carbon Dating (2015)